# Braunfels
Braunfels è un comune tedesco di 11 131 abitanti abitanti, situato nel land dell'Assia.

## Amministrazione

### Gemellaggi
- Feltre
- Rohrmoos-Untertal